# أوستروغوجسك

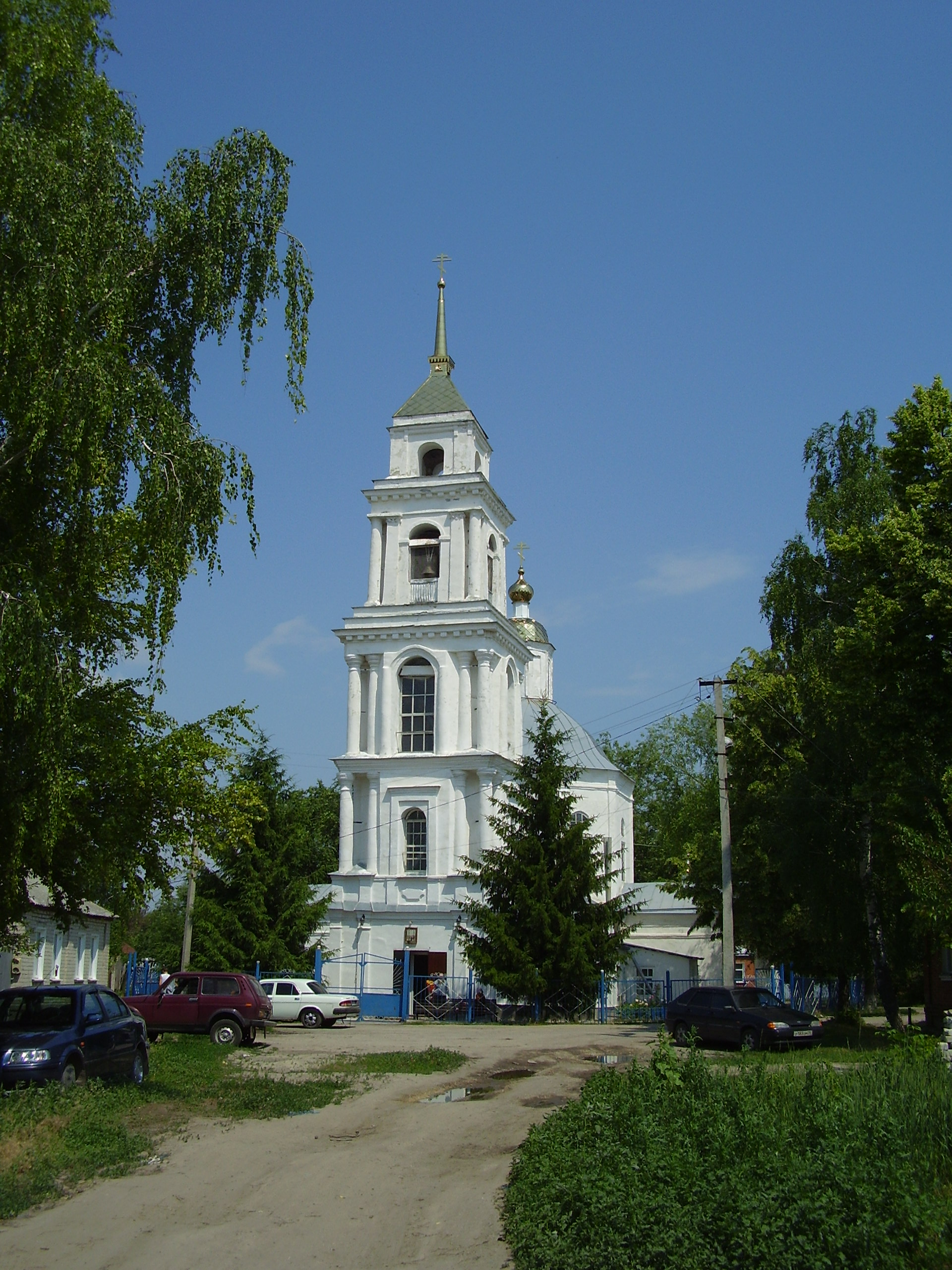

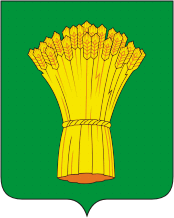
شعار مدينة اوستروغوجسك

اوستروغوجسك (الروسية: Острогожск) هي إحدى مدن روسيا في الكيان الفدرالي الروسي فورونيج أوبلاست.